# Lago Labus
El lago Labus (en alemán: Labussee) es un lago situado en el distrito de Llanura Lacustre Mecklemburguesa, en el estado de Mecklemburgo-Pomerania Occidental (Alemania), a una altitud de 57.5 metros; tiene un área de 251 hectáreas.